# Jaap de Hoop Scheffer
Jakob Gijsbert "Jaap" de Hoop Scheffer, född 3 april 1948 i Amsterdam, är en nederländsk politiker och tidigare generalsekreterare för Nato.
De Hoop Scheffer var partiledare för Kristdemokratisk appell 1997–2001 och Nederländernas utrikesminister 2002–2003. I den senare kapaciteten spelade han en viktig roll i beslutet om att delta i invasionen av Irak 2003. Han valdes 2004 till Natos generalsekreterare och satt på posten till 2009, då han efterträddes av Anders Fogh Rasmussen.